# Smilec
Smilec (Смилец) bio je bugarski car od 1292. do 1298. godine.
Njegovi roditelji nisu poznati, ali poznato je da je bio plemenitog porijekla te je bio brat Radoslava i Vojsila.
Prije nego što je došao na vlast, Smilec se oženio bizantskom plemkinjom nepoznatoga imena, koja je jednostavno znana kao Smilcena ("Smilecova žena").
Smilecovo stupanje na tron bilo je u skladu sa željom Nogai-kana.
Smilec i njegova žena bili su roditelji kraljice Teodore, gospe Marine te sina Ivana II. Bugarskog.